# رومان فيفر
روماين فايفري (بالفرنسية: Romain Faivre) (مواليد 14 يوليو 1998) هو لاعب كرة قدم فرنسي يلعب في مركز خط الوسط في نادي ليون.

## روابط خارجية
- رومان فيفر على موقع الاتحاد الأوربي (الإنجليزية)
- رومان فيفر على موقع رابطة كرة القدم الفرنسية للمحترفين (الإنجليزية)
- رومان فيفر على موقع إي إس بي إن إف سي (الإنجليزية)
- رومان فيفر على موقع قاعدة بيانات كرة القدم.إي يو (الإنجليزية)
- رومان فيفر على موقع ليكيب (الفرنسية)
- رومان فيفر على موقع Soccerbase.com (لاعب) (الإنجليزية)
- رومان فيفر على موقع Soccerway.com (الإنجليزية)
- رومان فيفر على موقع عالم كرة القدم.نت (الإنجليزية)